# Janet Ertel
Janet Ertel nata Janet Buschmann (Sheboygan, 21 settembre 1913 – Sheboygan, 22 novembre 1988) è stata una cantante statunitense, specializzata in musica popolare, solitamente di genere doo-wop, eseguita con canto a cappella.
Fu una delle fondatrici delle The Chordettes insieme alla cognata Carol Bushman, a Dorothy Schwartz e a Jinny Osborn (1928-2003).
Nel 1952 Lynn Evans ha sostituito Dorothy Schwartz e nel 1953, Margie Needham sostituì Jinny Osborn, in attesa di un figlio, la quale comunque è tornata più tardi a far parte del gruppo; Nancy Overton inoltre ha fatto parte del gruppo alla fine della loro carriera.
Janet Ertel muore nel 1988 e viene sepolta nel cimitero di Wildwood a Sheboygan, Wisconsin.
Il loro gruppo nel 2001 è stato inserito nella Vocal Group Hall of Fame.